# Cryphiops caementarius
El camarón de río o camarón de río del norte (Cryphiops caementarius) es un camarón de agua dulce sudamericano.

## Distribución
Se puede encontrar en ríos de Chile y Perú, donde es conocido como camarón de río en Perú o camarón de río del norte en Chile. 
En el norte de Chile, investigadores de la Universidad Católica del Norte, han trabajado en proyectos de investigación orientados a consolidar la producción de camarones en los ríos de las regiones de Atacama y Coquimbo.
En Perú, se distribuye en ecosistema lótico costeros del Perú desde el sur del río Chancay-Lambayeque, siendo los ríos del departamento de Arequipa (Ocoña, Majes-Camaná y Tambo) los que tienen la mayor población.

## Descripción
El cuerpo de C. caementarius consta de 20 somitos distribuidos de la siguiente forma: 5 segmentos cefálicos fusionados que corresponden a la cabeza en la cual se ubican los órganos de la visión, un par de anténulas y un par de antenas, 8 segmentos fusionados (toracómeros) corresponden al tórax en el cual se ubican los apéndices (para alimentación y locomoción). En la zona correspondiente al abdomen se distribuyen los últimos siete somitos en los que se aprecia una clara segmentación. En los seis primeros se ubican los pleópodos (cinco pares) y el último corresponde al telson el cual está acompañado por los urópodos. Presenta una intensa coloración café-verdoso oscura, tanto en la porción anterior como posterior, siendo ésta mucho más clara en las regiones laterales.  (Chávez et al. 1973).

## Captura
Se capturan como alimento desde el medio ambiente salvaje, y existe acuicultura experimental para esta especie.
En Chile, en el valle del río Huasco, la actividad de extracción artesanal camaronera, fue parte de la identidad productiva de la zona, pero en la actualidad se encuentra en extinción. Era común ver a recolectores vendiendo los camarones de río por los caminos de la provincia. La actividad artesanal no es reconocida por la Subsecretaria de Pesca y Acuicultura (Sernapesca) de Chile, por lo que la información sobre la producción es muy poca y no hay fiscalización sobre las cantidades extraídas.
En Perú su zona de captura se extiende en el valle de Lunahuaná (Lima) y Majes, Camaná, Ocoña y Tambo (Arequipa).

## Usos gastronómicos

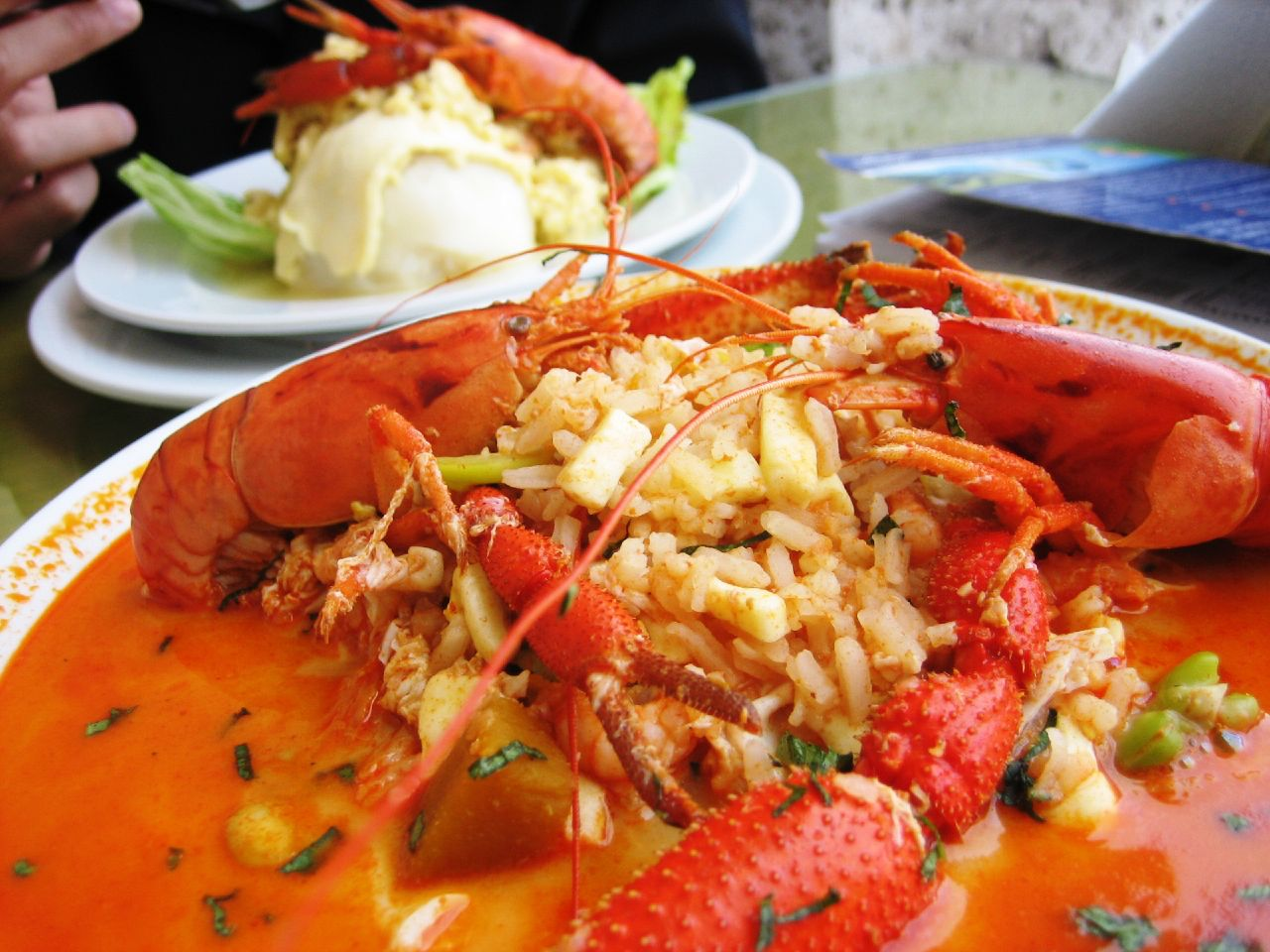
Chupe de camarones, plato típico de la gastronomía arequipeña

La carne del camarón de río es muy apreciada para elaborar platos típicos de las gastronomías locales. En Perú se utiliza fundamentalmente para elaborar el chupe de camarones, muy popular en Arequipa. Mientras que en la capital peruana se utiliza para el cóctel de camarones y ceviches.